# Stara Ljeskovica
Stara Ljeskovica je naselje u Republici Hrvatskoj u Požeško-slavonskoj županiji, u sastavu općine Čaglin.

## Zemljopis
Stara Ljeskovica je smještena na obroncima Krndije,  oko 7 km sjeverno od Čaglina i 1km sjeverno od Nove Ljeskovice.

## Stanovništvo
Prema popisu stanovništva iz 2001. godine Stara Ljeskovica je imala 16 stanovnika, dok je prema popis stanovništva iz 1991. godine imala 15 stanovnika.
| broj stanovnika | 52    | 68    | 60    | 54    | 83    | 98    | 151   | 124   | 105   | 111   | 86    | 66    | 24    | 15    | 16    | 7     | 5     |
|                 | 1857. | 1869. | 1880. | 1890. | 1900. | 1910. | 1921. | 1931. | 1948. | 1953. | 1961. | 1971. | 1981. | 1991. | 2001. | 2011. | 2021. |